# Tiémoko Konaté
Tiémoko Konaté (* 3. března 1990, Abidžan) je fotbalový záložník či útočník a reprezentant Pobřeží slonoviny. V současnosti hráč dánského klubu Vendsyssel FF. Technicky dobře vybavený hráč s potřebnou dynamikou, potýká se s nízkou efektivitou v útočné fázi. Perfektní hráč v 1v1 soubojích.

## Klubová kariéra
Konaté začínal s fotbalem v klubu Ecole de Football Yéo Martial z Abidžanu. V sezóně 2011 tým postoupil z druhé ligy Pobřeží slonoviny (MTN Ligue 2) do nejvyšší MTN Ligue 1 a Konaté obdržel ocenění Meilleur Joueur (nejlepší hráč MTN Ligue 2). Poté přestoupil v roce 2012 do týmu mistra MTN Ligue 1 z roku 2011, klubu Africa Sports National. V únoru 2012 se představil v předkole Ligy mistrů CAF, i v Supercoupe Houphouët-Boigny (Superpohár Pobřeží slonoviny) – zde proti mužstvu ASEC Mimosas (prohra 1:2).
V září 2012 odešel z týmu Africa Sports National (Pobřeží slonoviny) na roční hostování do AC Sparta Praha poté, co v pražském klubu úspěšně absolvoval 14denní testy. Ve dvou zkušebních zápasech v Juniorské lize vstřelil 3 góly (jeden při prohře 1:2 s Hradcem Králové a dva při výhře 4:1 s Duklou Praha). Součástí smlouvy byla i opce na přestup.
V A-týmu Sparty debutoval v závěru sezóny 2012/13 Gambrinus ligy 1. června 2013 v utkání s Duklou Praha, v 88. minutě střídal na hřišti Marka Matějovského. Sparta vyhrála 3:0. Před další sezónou 2013/14 byla uplatněna opce na přestup a Tiémoko se stal hráčem Sparty.
První ligový gól vstřelil 31. srpna 2013 proti hostujícímu týmu FC Baník Ostrava, když v 90. minutě uzavřel skóre na konečných 4:1 pro Spartu. V sezóně 2013/14 slavil se Spartou Praha zisk ligového titulu již ve 27. kole 4. května 2014. 17. května 2014 získal se Spartou double po výhře 8:7 v penaltovém rozstřelu ve finále Poháru České pošty proti Viktorii Plzeň (do utkání ale nezasáhl).

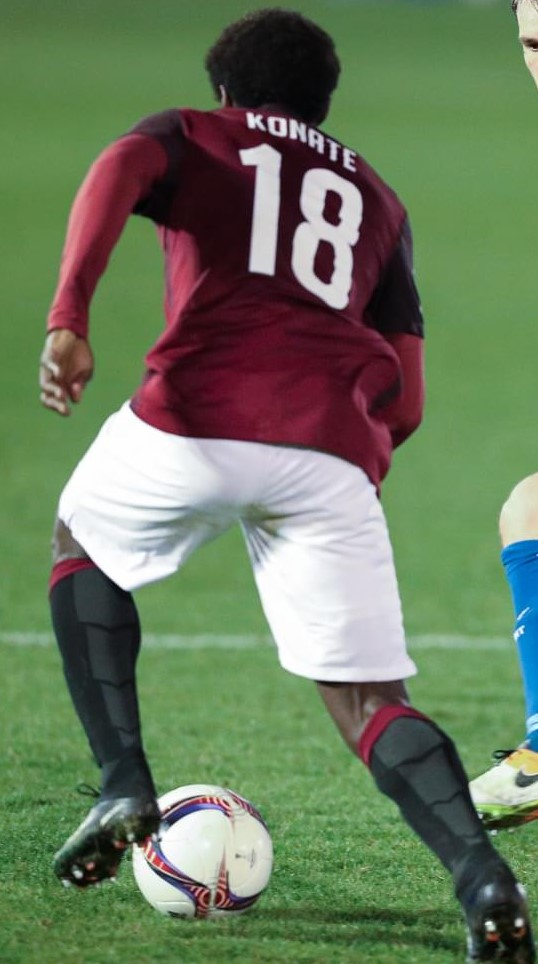
Konaté v dresu Sparty Praha v přátelském zápase se Zenitem Petrohrad z února 2017 (výhra Sparty 2:0)

V podzimní části sezóny 2014/15 se dostal díky výborné formě do základní sestavy Sparty.
Zahrál si kvalifikační část Ligy mistrů UEFA, nastoupil 22. července 2014 v odvetě 2. předkola proti estonskému klubu FC Levadia Tallinn (remíza 1:1). Sparta s celkovým skóre 8:1 postoupila do 3. předkola, kde vypadla se švédským Malmö FF. Se Spartou se však probojoval do základní skupiny I Evropské ligy 2014/15, kde číhali soupeři BSC Young Boys (Švýcarsko), SSC Neapol (Itálie) a ŠK Slovan Bratislava (Slovensko). V utkání proti BSC Young Boys 2. října 2014 (výhra 3:1) přihrál na gól Davidu Lafatovi.
V srpnu 2015 jej chtěl získat moravský klub FC Fastav Zlín na hostování, Sparta souhlasila, Konaté ne. Poté působil v pražském mužstvu se střídavými výkony.

Po vzájemném dvojzápase ve 3. předkole Ligy mistrů UEFA 2016/17 s rumunskou Steauou Bukurešť (vyřazení Sparty z LM) o Konatého projevil zájem prezident Steauy George Becali, český klub ale neakceptoval nabízenou částku 1 milion eur. Konaté si chtěl transfer vynutit tím, že odmítal za Spartu nastupovat. Následkem bylo přeřazení do juniorky. V zimní přestávce sezóny 2016/17 se vrátil do A-týmu a začal s mužstvem přípravu na jarní část ligy.

16. února 2017 nastoupil k úvodnímu zápasu šestnáctifinále Evropské ligy UEFA 2016/17 proti ruskému týmu FK Rostov, v němž se nechal po půlhodině hry vyloučit. Sparta prohrála v Rusku 0:4 a de facto ztratila naději na postup do dalšího kola. Kvůli tomu i událostem z podzimu čelil v úvodu jara nevraživosti části sparťanských fans. Jeho poslední zápas za sparťanské A- mužstvo byl 12. května 2017 
14. února 2018 přestoupil po neshodách s fanoušky do Mladé Boleslavi, kde je pravidelným nastupujícím hráčem.

## Reprezentační kariéra
29. února 2012 debutoval v reprezentačním A-týmu Pobřeží slonoviny v přátelském zápase proti Guineji, když střídal na hřišti v 91. minutě Gervinha. Šlo o první střetnutí Pobřeží slonoviny po únorovém Africkém poháru národů, Sloni (jak se reprezentaci Pobřeží slonoviny přezdívá) remizovali v Abidžanu se soupeřem 0:0. V květnu 2016 byl opět nominován do reprezentačního A-týmu na přátelské utkání s Maďarskem. Do utkání, které skončilo bezbrankovou remízou, naskočil na závěrečných 23 minut.